# Cristianismo ortodoxo no Brasil
O Cristianismo Ortodoxo chegou ao Brasil com a vinda de imigrantes, em princípio de origem árabe, especialmente ao final do séc. XIX. A primeira Divina Liturgia foi celebrada em São Paulo em 1897. De acordo com o Censo de 2010, contam-se 131.571 cristãos ortodoxos no Brasil.

## Igreja Ortodoxa
No Brasil, existem igrejas do Patriarcado de Antioquia, do Russo, do Patriarcado Ecumênico (tanto pela Arquidiocese Grega quanto pela Eparquia Ucraniana), bem como Igreja Polonesa e Sérvia. Até 2007, havia presença da Igreja Ortodoxa Russa no Exterior, porém, em reação à união desta com o Patriarcado de Moscou, suas paróquias no país entraram em cisma.

### Igreja de Antioquia

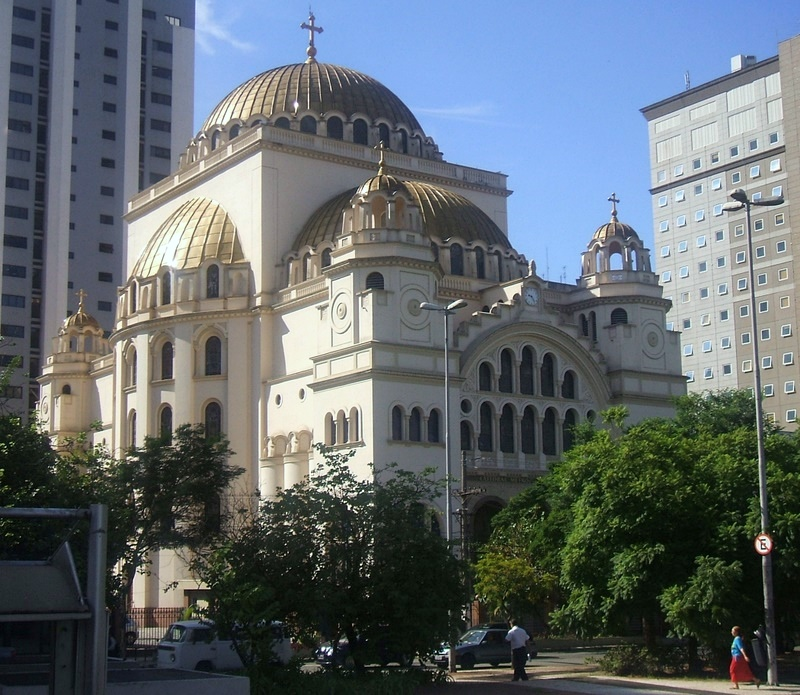
Catedral Metropolitana Ortodoxa, em São Paulo

A Igreja Ortodoxa Antioquina é representada no Brasil por duas comunidades sob sua jurisdição, a Arquidiocese Ortodoxa Antioquina de São Paulo e Todo o Brasil, dirigida por Damaskinos Mansour, metropolita de São Paulo e Todo o Brasil, e também o Vicariato Patriarcal no Rio de Janeiro, tendo por vigário o bispo Teodoro Elias Gandur, nascido no Líbano.
A Igreja Antioquina foi a primeira a ter presença no Brasil, tendo celebrado a primeira Divina Liturgia da qual se tem notícia no país em 1897, com a primeira paróquia, a Igreja da Anunciação à Mãe de Deus, construída em São Paulo em 1904 pela comunidade sírio-libanesa e presidida pelo arquimandrita Silvestros As-Seghir como vicariato patriarcal da Igreja de Antioquia. Em 1958, esta comunidade seria elevada ao status de arquidiocese, com Ignatios Ferzli presidindo-a como o primeiro bispo residente no país.

#### Arquidiocese de São Paulo e Todo o Brasil
Liderada por Damaskinos Mansour, Arcebispo Metropolitano de São Paulo e Todo o Brasil, na Catedral Metropolitana Ortodoxa em São Paulo. Há paróquias sob seu omofório espalhadas pelos Estados de São Paulo, Goiás, Paraná, Minas Gerais e Pernambuco, mais o Distrito Federal. Por décadas, os paroquianos eram majoritariamente imigrantes árabes, porém nos últimos anos há um número cada vez maior de brasileiros convertidos - não apenas leigos, como também padres brasileiros convertidos, que não possuem ascendência árabe.

#### Vicariato Patriarcal do Rio de Janeiro
O Vicariato Patriarcal é um território eclesiástico subordinado diretamente a Sé de Antioquia, não estando sujeita à arquidiocese. O atual vigário patriarcal é o bispo Teodoro Elias Gandur.

### Patriarcado de Moscou
No Brasil, a Igreja Ortodoxa Russa canônica (isto é, em comunhão plena com toda a Igreja) possui um vicariato, sob jurisdição do arcipreste Anatólio Topala, subordinado a Eparquia da Argentina e América do Sul, sediada em Buenos Aires. A eparquia foi criada em 1946, com a elevação de um vicariato da Diocese norte-americana ao status eparquial. A diocese é, desde 2020, administrada pelo bispo Leônidas. O vicariato tem jurisdição sobre paróquias nos Estados de São Paulo, Rio Grande do Sul, Pernambuco, Rio de Janeiro e Distrito Federal. A mais antiga destas, a Igreja do Santo Apóstolo João o Evangelista, em Campina das Missões, foi construída ainda em 1910. Muitas das paróquias russas no país são étnicas, mas há atividade missionária.
Desde 2007 não há mais paróquias da Igreja Ortodoxa Russa no Exterior no Brasil, apenas paróquias veterocalendaristas fora de comunhão com o restante da Igreja utilizando-se de nomes semelhantes, como referido abaixo. Quando caíram em cisma, houve uma paróquia sob a Igreja Ortodoxa na América, a Paróquia Santa Mártir Zenaide, no Rio de Janeiro, que se retirou da Igreja Russa no Exterior e foi recebida pela Igreja Norte-americana em 1976. Desde 1998, no entanto, essa paróquia está sob Moscou.
Além disso, existe o projeto para a construção do primeiro Mosteiro da Igreja Ortodoxa Russa na América Latina, a ser construído na Serra do Cavalo, em Fundão, Estado do Espírito Santo.

### Patriarcado de Constantinopla
O Patriarcado de Constantinopla está representado no Brasil por duas comunidades: a grega e a ucraniana.

#### Arquidiocese Grega
A Arquidiocese Ortodoxa Grega de Buenos Aires e América do Sul foi criada como diocese da Arquidiocese Ortodoxa Grega das Américas em 1952 e desconectada desta em 1996. Uma comunidade de gregos em Berisso já tinha assistência espiritual de um padre ortodoxo desde ao menos 1905, mesmo ano em que se organizam fiéis gregos em uma igreja em Florianópolis. As igrejas gregas das Américas são organizadas sob jurisdição da Igreja da Grécia em 1908 e assim permanecem até 1922, quando ficam diretamente sob a jurisdição do Patriarca de Constantinopla.
Atualmente, as igrejas da arquidiocese fazem presença no Brasil nos Estados de São Paulo, Santa Catarina, Paraná, Rio Grande do Sul, Espírito Santo, Goiás, Rio de Janeiro e no Distrito Federal. O arcebispo, de 2001 a 2019, foi Tarásios Antonopoulos, primeiro norte-americano nato a servir em Constantinopla, desde 2019 é Iosif Bosch, argentino.

#### Eparquia Ucraniana
A Ortodoxia ucraniana no Brasil é representada não pela Igreja Ortodoxa Ucraniana propriamente dita, mas pela Eparquia Ortodoxa Ucraniana da América do Sul, sujeita canonicamente ao Patriarca de Constantinopla. A eparquia, cujo bispo é atualmente o catarinense de origem ucraniana Jeremias Ferens, é sediada na Catedral Ortodoxa Ucraniana São Demétrio, em Curitiba, mas, além do Paraná, tem igrejas nos Estados de Santa Catarina, São Paulo e Rio Grande do Sul. Está ligada à Igreja Ortodoxa Ucraniana na Diáspora, cujo lugar-tenente é o arcebispo da Igreja Ortodoxa Ucraniana dos Estados Unidos (Patriarcado de Constantinopla).

### Igreja Polonesa
Em 1989, a Metrópole Ortodoxa de Portugal, Espanha e Todo o Brasil, presidida pelo metropolita Gabriel de Lisboa, que rompera com os veterocalendaristas, entra em comunhão com a Igreja Ortodoxa da Polônia. No ano de 2000, no entanto, com Gabriel já falecido, conflitos de natureza eclesial e disciplinar levam a comunhão a romper-se e a Eparquia do Rio de Janeiro e de Olinda, presidida pelo arcebispo Chrisóstomo Muniz Freire, a vincular-se diretamente ao Metropolita de Varsóvia.
No Brasil, a Igreja Ortodoxa Autocéfala da Polônia ministra paróquias e missões em cidades nos Estados de Rio de Janeiro, Pernambuco, Paraíba, Ceará, Minas Gerais e Maranhão com clérigos e fiéis brasileiros, sejam convertidos, sejam das primeiras gerações de ortodoxos em suas respectivas famílias. No Nordeste, há jurisdição do bispo vigário Ambrósio Cubas. 

### Igreja Sérvia

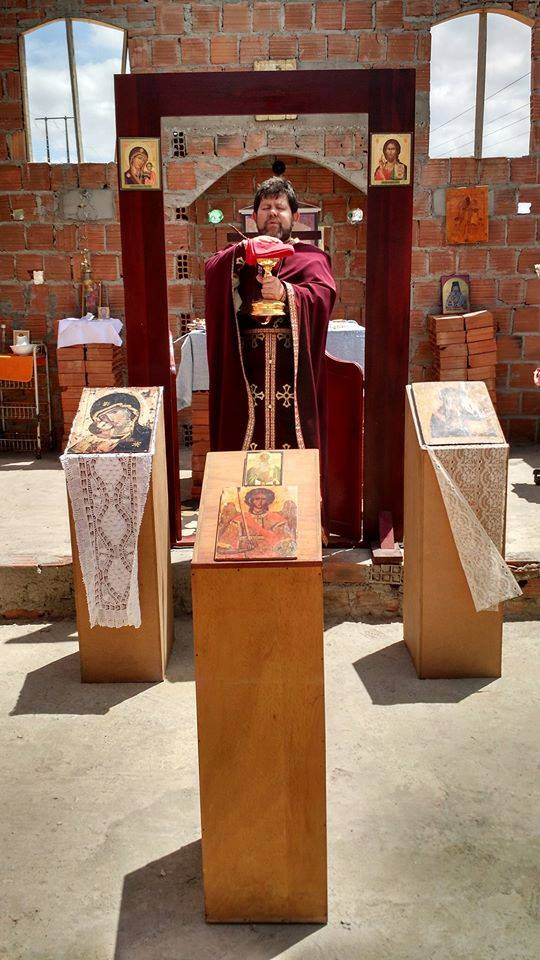
Divina Liturgia celebrada pelo Padre Jairo Carlos no sítio de construção da Paróquia de São João Crisóstomo, em Caruaru, da Igreja Sérvia

A Igreja Ortodoxa Sérvia é representada no Brasil por paróquias em Recife, Camaragibe (onde fica o Mosteiro Ortodoxo da Santíssima Trindade), Caruaru e Belo Jardim, sob jurisdição da Diocese de Buenos Aires, América do Sul e Central, presidida desde 2016 pelo bispo Cirilo Bojović.

## Ortodoxia Oriental
As Igrejas Orientais Ortodoxas são chamadas também não-calcedonianas (isto é, que não aceitam o Concílio de Calcedônia). Estas não devem ser confundidas com as Igrejas Ortodoxas acima mencionadas, pois não estão em comunhão com a Igreja Ortodoxa. As Igrejas orientais são massivamente representadas no Brasil pela Igreja Sírian Ortodoxa de Antioquia, mas há três outras dessas Igrejas no Estado de São Paulo.

### Igreja Siríaca
A Igreja Sírian Ortodoxa de Antioquia foi trazida para o país por imigrantes sírios no começo do século XX, mas se expandiu grandemente em atividade missionária desde a incansável busca por fiéis de todas as etnias a partir dos trabalho do bispo Mor Crisóstomo Moussa Matanos Salama, consagrado em 1959, de forma que a maioria de seus fiéis hoje são brasileiros.
Assim, a Igreja Ortodoxa Siríaca está dividida em duas realidades, ou seja, uma é denominada de “Igrejas de Colônia” e a outra de “Igrejas de Missão”.

#### Arquidiocese Síria Ortodoxa de Brasília e Todo Brasil
A Arquidiocese Síria Ortodoxa de Brasília e Todo Brasil ou “Igrejas de Missão”, formada a partir do trabalho missionário do primeiro bispo siríaco ortodoxo do Brasil, Moussa Matanos Salama, tem como arcebispo Mor Tito Paulo George Hanna. Há atualmente igrejas nos Estados do Ceará, Distrito Federal, Goiás, Maranhão, Mato Grosso do Sul, Minas Gerais, Pará, Paraná, Pernambuco, Piauí, Rio de Janeiro, Rio Grande do Sul e São Paulo.

#### Arquidiocese Síria Ortodoxa de Antioquia do Brasil
A Arquidiocese Síria Ortodoxa de Antioquia do Brasil ou “Igrejas de Colônia”, formada a partir da imigração de famílias de países do Oriente Médio, como Síria, Turquia, Palestina, Líbano, Iraque e outro, tem como arcebispo Mor Severios Malki Mourad. Há atualmente igrejas nos Estados de São Paulo, Mato Grosso do Sul e Minas Gerais, com uma comunidade em formação no Paraná.

### Igreja Armênia
Há presença da Igreja Apostólica Armênia no Estado de São Paulo, com a Catedral de São Jorge da Diocese Armênia do Brasil, em Bom Retiro, presidida pelo bispo Narek Berberian e uma paróquia em Osasco.

### Igreja Copta
No Brasil, a Igreja Ortodoxa Copta está presente em São Paulo, representada desde 2001 pela Catedral de São Marcos da Diocese Copta Ortodoxa do Brasil, em Jabaquara, presidida pelo bispo Aghason Anba Paul, a única comunidade da Igreja no país.

## Veterocalendarismo
As Igrejas ortodoxas veterocalendaristas são comunidades tradicionalistas que, apesar de manterem os dogmas da Igreja Ortodoxa, não estão em comunhão com esta, que alegam ter se perdido no modernismo e ecumenismo. Uma das características mais marcantes destas Igrejas é a rejeição dogmática do calendário juliano revisado (isto é, o calendário gregoriano com o paschalion do calendário juliano), cortando comunhão com as Igrejas que o utilizam.

### Igreja Ortodoxa da Diáspora e Grécia de Genuínos Ortodoxos Cristãos
Atualmente, a Igreja Ortodoxa da Diáspora e Grécia de Genuínos Ortodoxos Cristãos tem presença no Brasil por meio do bispo Cirilo Alves, da Eparquia do Ceará e Nordeste do Brasil. Essa jurisdição tem como primaz o metropolita Ângelo de Avlona e Beócia e se encontra em comunhão plena com a Verdadeira Igreja Ortodoxa na Rússia e com a Metrópole Ortodoxa Autônoma da América do Norte e do Sul e das Ilhas Britânicas.
A eparquia sob Cirilo existe como parte desta jurisdição desde 2011, quando esta Igreja recebeu sua comunidade sediada em Maracanaú, no Ceará, egressa da Igreja Ortodoxa Ucraniana Autônoma na América (AUOC-USA, sob o metropolita Ioan Notaro) em 2008, hoje com paróquias no Ceará e em São Paulo.
Havia ainda algumas comunidades sob a jurisdição do metropolita Crisóstomo Celi do Equador. Contudo, em 2017, o metropolita Crisóstomo proclamou a autonomia plena e estabeleceu um sínodo próprio, deixando assim de fazer parte do Sínodo do Metropolita Ângelo de Avlona e Beócia. Uma das comunidades que estavam sob o metropolita Crisóstomo era a paróquia de São Mateus em Recife, que em 2019 foi recebida na Eparquia da Argentina e América do Sul do Patriarcado de Moscou.

### Igreja Ortodoxa Russa no Exterior - Sínodo sob o Metropolita Agafângelo (ROCOR(Ag))
Após a Igreja Ortodoxa Russa no Exterior entrar em comunhão com o Patriarcado de Moscou, o bispo Agafângelo Pashkovski recusou a união e consagrou novos bispos, formando a Autoridade Eclesial Suprema Provisória, que estava em comunhão com o Santo Sínodo em Resistência (Sínodo de Cipriano) até este deixar de existir formalmente em 2014 e fundir-se com a Igreja dos Cristãos Ortodoxos Genuínos da Grécia (Sínodo de Kallinikos ou Sínodo Lamiano), o que inseriu a jurisdição do bispo Agâfangelo em uma comunhão mais ampla. Hoje, a jurisdição conta com o arcebispo Gregório Petrenko e templos em São Paulo e no Rio de Janeiro.

### Santa Igreja Ortodoxa na América do Norte (HOCNA) - Sínodo de Boston
A Santa Igreja Ortodoxa na América do Norte tem presença no Brasil por meio da Missão Ortodoxa da Apresentação da Mãe de Deus no Templo, em Luziânia, liderada pelo padre Joaquim Sena, sob o homofório do bispo Gregório, Metropolita de Boston, Presidente do Santo Sínodo da HOCNA.

## Igrejas não-canônicas
Há algumas igrejas no Brasil que utilizam o nome de ortodoxas mas não estão em comunhão nem com a Igreja Ortodoxa (calcedoniana), nem com as Igrejas Ortodoxas Orientais, nem com Sínodos veterocalendaristas. Dada a grande variedade destas, não é possível dizer muito coletivamente sobre elas ou suas origens, mas é possível listar algumas, tais quais:
- Igreja Ortodoxa Bielorrussa Eslava[77][78][79]
- Igreja Católica Ortodoxa Bielorrussa no Brasil[80][81]
- Igreja Católica Ortodoxa Hispânica[77][82]
- Igreja Católica Ortodoxa Bizantina[83]
- Igreja Ortodoxa da Unidade (Patriarcado das Nações)[84]
- Igreja Católica Apostólica Ortodoxa do Brasil[85][86]
- Igreja Apostólica Católica Ortodoxa (Igreja Apostólica de Sião)[87]
- Igreja Católica Ortodoxa Celta[88][89]
- [carece de fontes?]
- Igreja Católica Ortodoxa Carismática[90]
- Igreja Ortodoxa Russa Verdadeira (Igreja Ortodoxa Russa das Catacumbas)[54][91]
- Igreja Ortodoxa Grega da Diáspora no Brasil[92][93][94]
- Igreja Ortodoxa Apostólica da Rússia no Brasil[95]
- Igreja Católica Ortodoxa no Brasil (Igreja Ortodoxa Americana)[96]
- Igreja Ortodoxa do Patriarcado Latino[97][98]
- Igreja Apostólica Ortodoxa no Brasil[99]
- Santa Igreja Católica Apostólica Constantinopolitana[100]
- Igreja Cathólica Apostólica Orthodoxa do Rito Bizantino[101]
- Igreja Ortodoxa Palestina na América e no Exterior[102][103][104]
- Igreja Ortodoxa da Gália[105]
- Igreja Apostólica Ortodoxa da América (Antigo Exarcado do Patriarcado de Alexandria na América)[106]
- Igreja Ortodoxa Grega na América e Exterior[107]